# Расовый бунт в Агане
Расовый бунт в Агане — столкновения на почве расовой нетерпимости между морскими пехотинцами США, произошедшие в Агане, Гуам, 24—26 декабря 1944 года. Один из самых серьёзных инцидентов между афроамериканскими и белыми военнослужащими США, имевших место во время Второй мировой войны.

## Предпосылки

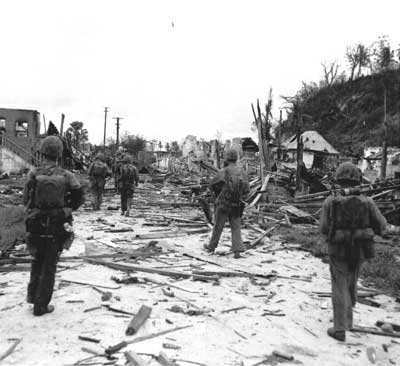
3-я дивизия морской пехоты США входит в разрушенную Агану, 1944 год.

В июле 1944 года 3-я дивизия морской пехоты США и 77-я пехотная дивизия США отбили Гуам у Императорской армии Японии в ходе военной кампании, в которой американцы понесли серьёзные потери (1783 убитыми и свыше 6000 ранеными). После захвата Гуама американцы превратили остров в военную базу. Было построено пять больших аэродромов, с которых B-29 атаковали цели в западной части Тихого океана и на материковой части Японии.
Расовая напряженность среди военнослужащих усилилась в конце августа, когда на недавно построенный военно-морской склад снабжения 3-й дивизии морской пехоты США прибыла для погрузочно-разгрузочных работ 25-я складская рота морской пехоты, полностью состоявшая из афроамериканских военнослужащих. Американцы европейского происхождения пытались помешать афроамериканским морским пехотинцам посещать близлежащую Агану и потребовали, чтобы те не разговаривали с местными женщинами.
В течение следующих трех месяцев инциденты на расовой почве и повсеместная дискриминация спровоцировали рост напряжённости между расовыми группами. Американский моряк европейского происхождения застрелил морского пехотинца 25-й роты в ссоре из-за женщины; а часовой 25-й роты в ответ на унижения смертельно ранил своего обидчика, белого морского пехотинца. Расовые беспорядки вспыхнули в канун Рождества 1944 года, когда распространились слухи о том, что ещё один афроамериканский морпех был застрелен белым военнослужащим.

## Первые столкновения
24 декабря группе из девяти афроамериканских морских пехотинцев из 25-й складской роты за образцовую службу были предоставлены 24-часовые отпуска для поездки в Агану. В городе афроамериканские морпехи подверглись нападению белых морских пехотинцев из-за того, что те увидели, как они разговаривают с женщинами чаморро. Белые открыли огонь по своим афроамериканским сослуживцам, но тем удалось убежать. Восемь из них благополучно вернулись в расположение части, но один пропал без вести. Узнав об этом, сорок афроамериканских солдат погрузились в два грузовика и поехали обратно в Агану, чтобы найти пропавшего бойца. В то же время афроамериканский морской пехотинец, оставшийся в части, позвонил в военную полицию, предупредив их о том, что происходит. Военная полиция спешно перекрыла все дороги, ведущие в Агану.
Когда грузовики подъехали к блокпосту, полиция отказалась их пропускать, после чего между военными и полицейскими завязалась активная словесная перепалка. Напряженность снизилась после того, как офицер военной полиции сообщил морским пехотинцам, что пропавший солдат был найден в целости и сохранности и уже возвращён в лагерь 25-й роты. Удовлетворённые, морпехи развернулись и вернулись на базу. 
Около полуночи в рождественскую ночь грузовик, заполненный вооружёнными белыми морскими пехотинцами, въехал в сегрегированный афроамериканский лагерь. Белые морпехи заявили, что один из их солдат был ранен куском коралла, брошенным кем-то из этого лагеря. Противостояние завершилось после того, как командир 25-й роты приказал белым военнослужащим уйти.

## Эскалация
Днём 25 декабря афроамериканец, возвращавшийся в лагерь из Аганы, был застрелен двумя пьяными белыми морскими пехотинцами. Через несколько часов еще один афроамериканский военнослужащий был застрелен другим пьяным белым военнослужащим в Агане. 
26 декабря, вскоре после полуночи, джип с белыми военнослужащими открыл огонь по складу афроамериканцев. Морпехи открыли ответный огонь, ранив белого офицера военной полиции. Нападавшие отступили в сторону Аганы, преследуемые группой вооружённых афроамериканских военнослужащих. Морпехи были остановлены военной полицией на блокпосту возле Аганы. Они были арестованы и обвинены в незаконном собрании, беспорядках, краже государственного имущества и покушении на убийство. 

## Последствия
Генерал-майор Генри Луиc Ларсен созвал следственную комиссию для расследования беспорядков. Уолтер Фрэнсис Уайт, исполнительный директор Национальной ассоциации содействия прогрессу цветного населения (NAACP), находился на Гуаме и участвовал в установлении фактов в ходе расследования. Он узнал о повсеместной дискриминации и преследованиях, направленных против афроамериканских солдат, и свидетельствовал об этих инцидентах.
Сорок три афроамериканских морских пехотинца предстали перед военным трибуналом, были осуждены и получили по нескольку лет тюремного заключения. Из-за свидетельств Уайта некоторым белым морским пехотинцам также были предъявлены обвинения, и они были осуждены за участие в беспорядках. Позднее NAACP обратилась в Военно-морское министерство США и, в конечном итоге, в Белый дом с просьбой о помиловании осуждённых афроамериканских морпехов. Обвинительный приговор был отменён, они были освобождены из тюрьмы в 1946 году.